# Delvin N'Dinga
Delvin Chanel N'Dinga (Pointe-Noire, 14 maart 1988) is een Congolees voetballer die bij voorkeur als defensieve middenvelder speelt. Hij speelt sinds 2014 bij het Griekse Olympiakos Piraeus, dat hem huurt van AS Monaco. In 2008 maakte N'Dinga zijn debuut in het voetbalelftal van Congo-Brazzaville.

## Clubcarrière
N'Dinga vertrok in juli 2005 vanuit Congo-Brazzaville naar het tweede elftal van AJ Auxerre om zijn kans te wagen als voetballer in Europa. In 2007 werd hij bij het eerste elftal gehaald. Op 28 februari 2009 debuteerde hij als invaller tegen Toulouse in de Franse competitie (1–1). Na 71 minuten verving hij Valter Birsa. Op 21 november 2009 maakte hij zijn eerste doelpunt voor Auxerre tegen AS Monaco. Tijdens het seizoen 2011/12 werd hij in verband gebracht met een transfer naar Olympique Lyonnais als vervanger voor de naar Málaga CF vertrokken Jérémy Toulalan. Voorzitter Gérard Bourgoin wilde hem echter niet laten gaan en weigerde enkele aanbiedingen vanuit Lyon. Enkele dagen later zette hij zijn handtekening onder een nieuw contract dat hem tot 2015 aan de club verbond. In 2012 degradeerde Auxerre echter naar de Ligue 2; in juli 2012 vertrok hij bijgevolg voor een bedrag van vier miljoen euro naar AS Monaco. Zijn debuut maakte N'Dinga op 3 augustus tegen Stade Lavallois (0–0 gelijkspel). In het seizoen 2012/13 kwam hij in de competitie tot 25 competitieduels (de Ligue 2 werd gewonnen en zodoende werd promotie afgedwongen) en drie wedstrijden in het Franse bekertoernooi. Op 31 augustus 2013 vertrok N'Dinga op huurbasis naar het Griekse Olympiakos Piraeus, met een optie tot het permanent maken van de transfer. In het seizoen 2013/14 speelde hij negentien competitieduels en zat hij twaalfmaal op de reservebank. Met zijn club sloot N'Dinga zijn eerste seizoen in Griekenland af als landskampioen. In juli 2014 werd hij opnieuw voor één seizoen verhuurd door de Monegaskische club.

## Interlandcarrière
N'Dinga maakte zijn debuut in het voetbalelftal van Congo-Brazzaville op 8 juni 2008 tegen Soedan. Hij speelde het volledige duel, dat met 1–0 gewonnen werd. Sindsdien speelde hij in meerdere oefeninterlands en kwalificatietoernooien. In januari 2015 nam hij met N'Dinga deel aan het Afrikaans kampioenschap voetbal 2015 in Equatoriaal-Guinea.